# 紀欽耀

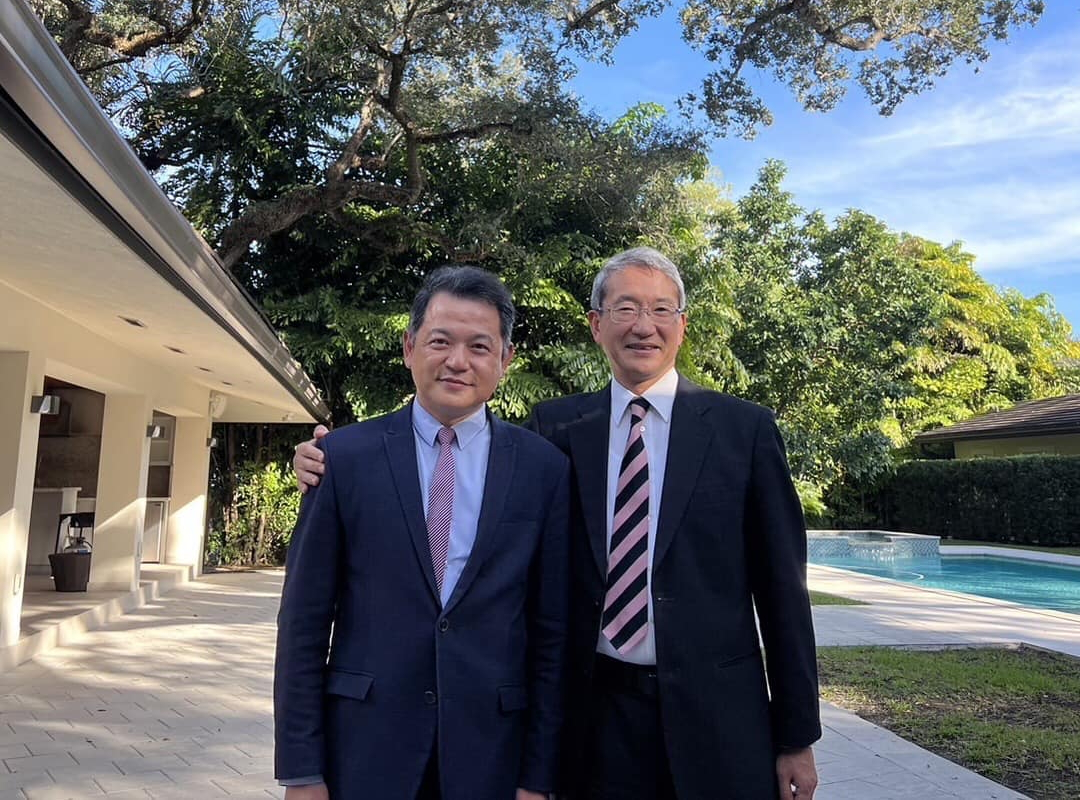
2022年12月，駐邁阿密辦事處長紀欽耀（左）會見日本駐邁阿密總領事中井一浩。

紀欽耀，中華民國外交官。畢業於國立臺灣大學外國語文學系，2000年起擔任公務人員，曾任駐馬來西亞臺北經濟文化辦事處二等秘書、駐貝里斯大使館一等秘書、駐英國台北代表處領務組長、外交部人事處專門委員、外交部領事事務局臺灣桃園國際機場辦事處主任、駐邁阿密臺北經濟文化辦事處總領事銜處長等職務，現任駐洛杉磯臺北經濟文化辦事處總領事銜處長。

## 職業生涯
2022年6月，駐邁阿密辦事處長紀欽耀應邀參加英國駐邁阿密總領事館舉辦的慶祝英國女王登基70周年白金禧年慶祝活動，並與英國駐邁阿密總領事布蘭特（Nicolette Brent）以及外國駐邁阿密領事團成員合照。
2022年9月，美國佛羅里達州長迪尚特簽署行政命令，禁止佛州公部門向中國等威權國家採購可能帶來信息安全威脅的技術、產品與服務，駐邁阿密辦事處長紀欽耀受邀出席見證，迪尚特指出，臺灣最了解來自中國的安全威脅，將能協助佛州認清中國的陰謀，紀欽耀致詞感謝州長與參、眾議院，讓佛州與全世界認知到來自中國的安全威脅，並與臺灣站在一起，共同捍衛自由民主。
2022年9月，伊恩颶風登陸佛州，造成嚴重災情。10月，中華民國政府捐贈30萬美元協助賑災，由駐邁阿密辦事處長紀欽耀代表政府捐贈，佛州方面則由副州長儒涅絲代表接受。
紀欽耀在擔任駐邁阿密辦事處長期間，先後與佛州珊瑚泉市長布魯克（Scott J. Brook）、北邁阿密市長比恩-艾米（Philippe Bien-Aime）、迈阿密-戴德县長丹妮艾拉·萊文、坦帕市長卡斯托、奧蘭多市長戴爾、迈阿密市長蘇亞雷斯等人會面。
2023年1月，紀欽耀轉任駐洛杉磯辦事處長，佛州州務卿拜爾德致函感謝其任內致力推展佛臺雙邊關係；邁阿密-戴德郡亞裔委員會（Asian-American Advisory Board）代表郡議會議長與郡長頒發感謝狀，以表彰其任內對南佛州社區的支持與貢獻。